# Marc Santo-Roman
Marc Santo-Roman (ur. 13 września 1960) – francuski szachista, arcymistrz od 1996 roku.

## Kariera szachowa
W latach 1978 i 1980 dwukrotnie wystąpił w mistrzostwach świata juniorów do lat 20. W 1985 roku w Lucernie reprezentował Francję na pierwszych drużynowych mistrzostwach świata. Największe sukcesy w swojej karierze odniósł w pierwszej połowie lat 90., trzykrotnie (1990, 1991, 1994) zdobywając tytuł indywidualnego mistrza Francji oraz również trzykrotnie (1990, 1992, 1994) występując na olimpiadach szachowych.
Do sukcesów Marca Santo-Romana w turniejach międzynarodowych należą m.in. dz. II m. w Uzès (1989, za Malcolmem Peinem, wraz z m.in. Nikołą Spiridonowem, Miodragiem Todorceviciem i Keithem Arkellem), dz. II m. w Val Thorens (1990, za Wiktorem Moskalenko), dz. II m. w Paryżu (2001, za Christianem Bauerem, wraz z m.in. Laurent Fressinetem i Stanisławem Sawczenko), dz. II m. w Saint-Affrique (2004, wraz z m.in. Glennem Flearem i Jean-Markiem Degraeve'em) oraz dz. II m. w Rochefort (2005, za Jurijem Sołodowniczenko, wraz z m.in. Wencisławem Inkiowem i Érikiem Prié).
Najwyższy ranking w karierze osiągnął 1 stycznia 1991 r., z wynikiem 2500 punktów zajmował wówczas 3. miejsce (za Borysem Spasskim i Joëlem Lautierem) wśród francuskich szachistów.